# Myrna Dolyna
Myrna Dolyna (ukrainisch Мирна Долина; russisch Мирная Долина/Mirnaja Dolina) ist eine Siedlung städtischen Typs im Osten der Ukraine mit etwa 350 Einwohnern.

## Geographie
Der Ort in der Oblast Luhansk ist südlich der Stadt Lyssytschansk, etwa 21 Kilometer nordöstlich der ehemaligen Rajonshauptstadt Popasna und 66 Kilometer nordwestlich der Oblasthauptstadt Luhansk gelegen.
Am 12. Juni 2020 wurde die Siedlung ein Teil der neugegründeten Stadtgemeinde Lyssytschansk, bis dahin bildete sie zusammen mit den Dörfern Bila Hora (Біла Гора), Raj-Oleksandriwka (Рай-Олександрівка) und Ustyniwka (Устинівка) sowie den Ansiedlungen Loskutiwka (Лоскутівка) und Pidlisne (Підлісне) die gleichnamige Siedlungsratsgemeinde Myrna Dolyna (Мирнодолинська селищна рада/Myrnodolynska selyschtschna rada) im Norden des Rajons Popasna.
Seit dem 17. Juli 2020 ist sie ein Teil des Rajons Sjewjerodonezk.

## Geschichte
Der Ort wurde 1773 zum ersten Mal schriftlich erwähnt, seit 1964 hat er den Status einer Siedlung städtischen Typs.